# Saint-Hilaire-Foissac
Saint-Hilaire-Foissac település Franciaországban, Corrèze megyében. Lakosainak száma 191 fő (2022. január 1.). Saint-Hilaire-Foissac Chapelle-Spinasse, Lafage-sur-Sombre, Lamazière-Basse, Lapleau, Laval-sur-Luzège, Moustier-Ventadour, Saint-Merd-de-Lapleau és Montaignac-sur-Doustre községekkel határos.

## Népesség
A település népessége az elmúlt években az alábbi módon változott:
| Lakosok száma | 311  | 224  | 201  | 216  | 207  | 200  | 188  | 185  | 182  | 191  |
|               | 1968 | 1982 | 1990 | 2006 | 2013 | 2015 | 2017 | 2019 | 2020 | 2022 |